# Kuk (szczyt)
Kuk (ukr. Кук) – szczyt w Karpatach Ukraińskich w pasmie Połoniny Borżawskiej. 

## Geografia
Góra Kuk położona jest w obwodzie zakarpackim, w rejonie chuściańskim. Stanowi kulminację południowo-wschodniej części pasma Połoniny Borżawskiej. Wznosi się na wysokość 1361 m n.p.m. przy wybitności wynoszącej 430 m oraz izolacji 14,8 km (najbliższy wyższy szczyt to Hrab w głównym paśmie Borżawy).
Główne pasmo Połoniny Borżawskiej rozciąga się wzdłuż osi północ – południe (lub północny zachód – południowy wschód). W kierunku północnym od Kuka, w odległości ok. 2 km znajduje się szczyt oznaczany jako Połonyna Kuk (Полонина Кук), zaś ciągnące się na południowy wschód przedłużenie głównego grzbietu otrzymuje ostatecznie nazwę Pałenyj Hruń (Палений Грунь). Boczne ramię odchodzące z wierzchołka ku południu przechodzi z kolei w grzbiet Tolanyj (Толяний). Na południowo-zachodnich zboczach góry swe źródła ma potok Kusznycia uchodzący w miejscowości o tej samej nazwie do Borżawy. Po stronie północno-wschodniej u podnóża góry przepływa rzeka Rika, nad którą położone są m.in. miejscowości Miżhirja i Zaperedilla.
Zbocza Kuka do wysokości 1200–1250 m n.p.m. porośnięte są lasami bukowymi z domieszką świerku i jodły. Wierzchołek porasta połonina pochodzenia antropogenicznego (borówka, bliźniczka, śmiałek). 

## Panorama
Ze szczytu rozpościera się szeroka panorama obejmująca oprócz Połoniny Borżawskiej (na północnym zachodzie; Stoj, Wielki Wierch, Magura Żydowska), także Bieszczady Wschodnie (na północy; Jawornik Wielki, Trościan, Czarna Repa), Gorgany (na północy i wschodzie; Grofa, Parenki, Ihrowiec, Popadia, Petros, Negrowiec, Strymba) i Połoninę Czerwoną (na południowym wschodzie; Topas, Syhłański, Manczuł). Dodatkowo na południowym wschodzie możliwe jest dostrzeżenie na dalszym planie szczytów Świdowca (Tataruka, Apećka), Karpat Marmatoskich (Farcăul, Petros), Gór Rodniańskich (Pietrosul Rodnei, Repede, Țapului) czy  Gór Țibleș (Bran). Po stronie południowej widok obejmuje pasmo Tupy (szczyt o tej samej nazwie) oraz w oddali Góry Zachodniorumuńskie, a na południowym zachodzie i zachodzie grupy Wielkiego Działu (albo Bużory, szczyt Bużora), Syniaka (Dunawka), Makowicy (szczyt o tej samej nazwie) oraz Wyhorlatu (Vetrová skala).

## Turystyka
Przez szczyt Kuka przebiega znakowany niebiesko szlak turystyczny prowadzący do wsi Nyżnij Bystryj. Stanowi on przedłużenie odcinka czerwonego Zakarpackiego Szlaku Turystycznego  wiodącego z Wołowca głównym grzbietem Połoniny Borżawskiej, który na pośrednim wierzchołku Połonyny Kuk (1189 m n.p.m.) odbija na zachód i schodzi do Miżhirji.